# التاج (لیبی)
التاج (به عربی: التاج) یک منطقهٔ مسکونی در لیبی است که در استان کفره واقع شده‌است.